# Железный Яр
Железный Яр (укр. Залізний Яр), село, 
Бугаевский сельский совет,
Изюмский район,
Харьковская область.
Село Железный Яр ликвидировано в ? году.

## Географическое положение
Село Железный Яр находится в верховьях балки Железный Яр, в 2-х км на запад от села Копанки (Бугаевский сельский совет).
В селе небольшая запруда.